# Georg Lippold
Georg Lippold (* 21. Februar 1885 in Mainz; † 23. Juli 1954 in Erlangen) war ein deutscher Klassischer Archäologe.

## Leben und Leistungen
Lippold wurde als Sohn des Oberlandesgerichtspräsidenten Adolf Lippold und dessen Frau Nelly Arnoldi geboren. Er studierte von 1903 bis 1907 an der Universität München und zwischenzeitlich auch kurz an der Berliner Universität Klassische Archäologie, Klassische Philologie und Alte Geschichte. Lippold war einer der letzten Studenten von Adolf Furtwängler, der ihn nachhaltig prägte. Bei ihm wurde er im Sommersemester 1907 mit der Dissertation Zu den Schildformen der Alten promoviert. Noch während seiner Studienzeit freundete er sich mit dem Privatgelehrten Paul Arndt an, der ihn für sein Sammelwerk Corpus statuarum gewinnen konnte. Die Freundschaft sollte bis zu Arndts Tod anhalten. Nach seiner Promotion arbeitete er 1908 als Volontär am Römisch-Germanischen Zentralmuseum in Mainz. Für das Jahr 1909/10 erhielt er vom Deutschen Archäologischen Institut das Reisestipendium zugesprochen. Mit Margarete Bieber und Gerhart Rodenwaldt erhielten in diesem Jahr auch zwei weitere Archäologen von nachhaltiger Bedeutung ein Reisestipendium, mit dem der Mittelmeerraum bereist werden konnte. Nach seiner Rückkehr arbeitete Lippold von 1910 bis 1911 als Volontär an der Antikensammlung des Martin von Wagner Museums in Würzburg. Mit der viel beachteten Arbeit Griechische Porträtstatuen habilitierte er sich 1912 in München und lehrte anschließend dort als Privatdozent. Mit dem Beginn des Ersten Weltkriegs wurde auch Lippold wehrpflichtig, aufgrund seiner eingeschränkten Gesundheit war er zeitweise vom Militärdienst zurückgestellt. Zum Wintersemester 1920/21 erfolgte die Berufung auf die außerordentliche Professur an die Universität Erlangen, wo er von 1925 bis zu seiner Emeritierung 1953 in Nachfolge von Ernst Buschor ordentlicher Professor für Archäologie war.
Der allgemein gebildete Lippold galt als einer der besten Kenner der antiken Plastik und des Porträts sowie der großen Malerei, aber auch der Glyptik sowohl des Altertums wie der Neuzeit seiner Generation. Daneben beschäftigte er sich auch mit den Mosaiken, der Keramik und zeitweise auch mit der provinzialrömischen Kunst. Sein Hauptwerk ist das Handbuch Griechische Plastik, das 1950 im Rahmen des Handbuchs der Archäologie erschien. Es gilt noch heute als das beste Handbuch der antiken Plastik, wenn auch spätere Forscher andere Akzente setzen. Auf dem Gebiet der Glyptik ging seine Bearbeitung der Arndt’schen Privatsammlung Gemmen und Kameen des Altertums und der Neuzeit vor allem bei der Bebilderung neue Wege. Schon 1923 präsentierte er erstmals eine umfassende Darstellung der Überlieferungsgeschichte der griechischen Plastik in seiner Schrift Kopien und Umbildungen griechischer Statuen. Es wurde noch im selben Jahr mit dem Zographos-Preis der Bayerischen Akademie der Wissenschaften ausgezeichnet und war lange Zeit ein Standardwerk zur Kopienkritik. 1936 führte er Walter Amelungs Katalog der Skulpturen der Vatikanischen Museen fort, ein weiterer Band der vorbildlichen Bearbeitung erschien 1956. In beiden Bänden stellte er mehr als 1.000 Marmorskulpturen nach eigenen Forschungsergebnissen vor. Nachdem sein Freund Arndt 1937 verstorben war, wurde er als dessen Nachfolger bis 1947 Herausgeber der Serienwerke Brunn-Bruckmann’s Denkmäler griechischer und römischer Sculptur, Arndt-Bruckmann’s griechische und römische Porträts sowie Arndts und Amelungs Photographische Einzelaufnahmen antiker Skulpturen. Neben diversen anderen Schriften verfasste Lippold über 800 Artikel über Bildhauer und Maler in Paulys Realencyclopädie der classischen Altertumswissenschaft (RE) sowie viele im Allgemeinen Lexikon der Bildenden Künstler von der Antike bis zur Gegenwart. Lippold entwickelte mit Unterstützung Arndts die Methoden seines Lehrers Furtwängler weiter und erzielte dabei richtungsweisende Ergebnisse.
Seit 1933 lehnte Lippold die nationalsozialistische Herrschaft in Deutschland ab und für die lobende Erwähnung der Schliemann-Biographie des jüdischen Autors Emil Ludwig erhielt er 1937 einen förmlichen Verweis. Er war Mitglied der Bayerischen Akademie der Wissenschaften und des Deutschen Archäologischen Instituts.
Sein Sohn war der Althistoriker Adolf Lippold.

## Schriften (Auswahl)
- Zu den Schildformen der Alten. Dissertation, München 1907.
- Griechische Porträtstatuen. München 1912.
- Kopien und Umbildungen griechischer Statuen. München 1923.
- Griechische Plastik (= Handbuch der Archäologie. Bd. 3). München 1950.